# Isalbet Juarez
Isalbet Juarez (né le 20 décembre 1987 à La Havane, Cuba) est un athlète italien, spécialiste du 400 m.

## Biographie
Arrivé de Cuba en Italie à 11 ans, Isalbet Juarez acquiert la nationalité italienne à sa majorité. Il remporte le titre du relais 4 × 400 m lors des Jeux méditerranéens 2013 à Mersin. Son record personnel est de 46 s 44 à Bressanone (2012).

## Palmarès
| Date | Compétition         | Lieu   | Résultat | Épreuve   | Temps         |
| ---- | ------------------- | ------ | -------- | --------- | ------------- |
| 2013 | Jeux méditerranéens | Mersin | 1er      | 4 x 400 m | 3 min 04 s 61 |